# Fargesia hainanensis
Fargesia hainanensis är en gräsart som beskrevs av Tong Pei Yi. Fargesia hainanensis ingår i släktet bergbambusläktet, och familjen gräs.
Artens utbredningsområde är Hainan (Kina). Inga underarter finns listade i Catalogue of Life.